# 约尔格·霍夫曼 (雪橇运动员)
约尔格·霍夫曼（德語：Jörg Hoffmann，1963年3月15日—），德国男子雪橇运动员。他曾代表东德参加1984年和1988年冬季奥林匹克运动会雪橇比赛，获得一枚金牌和一枚铜牌。